# 北警察署 (京都府)
北警察署（きたけいさつしょ）は、京都府警察が管轄する警察署の一つである。旧：上鴨警察署（かみがもけいさつしょ）

## 所在地
- 京都市北区紫竹東桃ノ本町25～31

## 管轄区域
- 京都市北区

## 沿革
- 1955年（昭和30年）7月1日：京都市警察が京都府警察に統合。京都府上鴨警察署となる。
- 2005年（平成17年）4月1日：旧・太秦警察署（現・右京警察署）が管轄していた北区の一部区域を、当署の管轄に編入。
- 2007年（平成19年）4月1日：京都府警察の警察署等の再編整備実施計画に基づき、これまで中立売・西陣の両警察署が管轄していた北区の一部区域を当署の管轄に編入。同時に京都府北警察署に改称する。

## 内部組織
- 会計課 - 会計係
- 警務課 - 警務係、留置管理係、犯罪被害者支援係、広聴・相談係
- 生活安全課 - 生活安全係、人身安全・少年係
- 地域課 - 地域第一係、地域第二係、地域第三係、地域管理係
- 刑事課 - 捜査管理係、強行犯係、知能犯係、盗犯係、鑑識係、組織犯罪対策係
- 交通課 - 交通係
- 警備課 - 警備係

## 交番
（ ）の中は所在地。2007年3月31日まで、金閣寺・小松原・十二坊の各交番は西陣警察署の交番であった。
- 上賀茂交番（北区上賀茂藤ノ木町31-1）
- 紫竹交番（北区紫竹下緑町67-1）
- 大宮交番（北区西賀茂神光院町124）
- 鷹ケ峯交番（北区鷹峯黒門町33-7）
- 大徳寺前交番（北区紫野大徳寺町50-1）
- 北大路交番（北区小山北上総町50-1）
- 柊野交番（北区上賀茂本山341-1）
- 金閣寺交番（北区衣笠御所ノ内町14-1）
- 小松原交番（北区小松原南町1-1）
- 十二坊交番（北区紫野十二坊町33-4）

## 駐在所
（ ）の中は所在地
- 小野郷駐在所（北区小野中ノ町88-1）